# Wimborne Town FC
Wimborne Town FC (celým názvem: Wimborne Town Football Club) je anglický fotbalový klub, který sídlí ve městě Wimborne Minster v nemetropolitním hrabství Dorset. Založen byl v roce 1878. Od sezóny 2018/19 hraje v Southern Football League Premier Division South (7. nejvyšší soutěž). Klubové barvy jsou černá a bílá.
Své domácí zápasy odehrává na stadionu The Cuthbury s kapacitou 3 250 diváků.

## Získané trofeje
- FA Vase ( 1× )
  - 1991/92
- Dorset Senior Cup ( 2× )
  - 1991/92, 1996/97

## Úspěchy v domácích pohárech
Zdroj: 
- FA Cup
  - 1. kolo: 1982/83
- FA Trophy
  - 1. kolo: 2014/15
- FA Vase
  - Vítěz: 1991/92

## Umístění v jednotlivých sezonách
Stručný přehled
Zdroj: 
- 1957–1958: Dorset Combination
- 1973–1976: Dorset Combination
- 1981–1987: Western Football League (Division One)
- 1987–2004: Wessex Football League
- 2004–2006: Wessex Football League (Division One)
- 2006–2010: Wessex Football League (Premier Division)
- 2010–2017: Southern Football League (Division One South & West)
- 2017–2018: Southern Football League (Division One West)
- 2018– : Southern Football League (Premier Division South)

Jednotlivé ročníky
Zdroj: 
Legenda: Z - zápasy, V - výhry, R - remízy, P - porážky, VG - vstřelené góly, OG - obdržené góly, +/- - rozdíl skóre, B - body, červené podbarvení - sestup, zelené podbarvení - postup, fialové podbarvení - reorganizace, změna skupiny či soutěže
| Sezóny  | Liga                                                 | Úroveň | Z  | V  | R  | P  | VG  | OG | +/- | B  | Pozice |
| ------- | ---------------------------------------------------- | ------ | -- | -- | -- | -- | --- | -- | --- | -- | ------ |
| 2009/10 | Wessex Football League (Premier Division)            | 9      | 42 | 29 | 4  | 9  | 113 | 43 | +70 | 91 | 2.     |
| 2010/11 | Southern Football League (Division One South & West) | 8      | 40 | 10 | 5  | 25 | 45  | 81 | -36 | 35 | 19.    |
| 2011/12 | Southern Football League (Division One South & West) | 8      | 40 | 8  | 11 | 21 | 50  | 77 | -27 | 35 | 19.    |
| 2012/13 | Southern Football League (Division One South & West) | 8      | 42 | 15 | 10 | 17 | 59  | 60 | -1  | 55 | 12.    |
| 2013/14 | Southern Football League (Division One South & West) | 8      | 42 | 16 | 7  | 19 | 78  | 70 | +8  | 55 | 13.    |
| 2014/15 | Southern Football League (Division One South & West) | 8      | 42 | 18 | 7  | 17 | 71  | 68 | +3  | 61 | 13.    |
| 2015/16 | Southern Football League (Division One South & West) | 8      | 42 | 12 | 8  | 22 | 65  | 80 | -15 | 44 | 17.    |
| 2016/17 | Southern Football League (Division One South & West) | 8      | 42 | 17 | 6  | 19 | 67  | 68 | -1  | 57 | 11.    |
| 2017/18 | Southern Football League (Division One West)         | 8      | 42 | 23 | 8  | 11 | 104 | 57 | +47 | 77 | 3.     |
| 2018/19 | Southern Football League (Premier Division South)    | 7      | 42 |    |    |    |     |    |     |    |        |